# Tra te e il mare (singolo)
Tra te e il mare è un brano musicale scritto nel 2000 da Biagio Antonacci per Laura Pausini; è stato pubblicato come singolo sia da Antonacci che dalla Pausini, anche in album raccolta, ed interpretato in vari duetti; ne sono state anche realizzate versioni in spagnolo.

## Tra te e il mare-Entre tú y mil mares2000
Tra te e il mare è il primo singolo che anticipa l'uscita dell'album Tra te e il mare del 2000, trasmesso in radio dal 2 settembre.
La musica e il testo sono di Biagio Antonacci; l'adattamento spagnolo è di Badia.
La canzone viene tradotta in lingua spagnola da Badia con il titolo Entre tú y mil mares, inserita nell'album Entre tú y mil mares ed estratta come primo singolo in Spagna e in America Latina.
I due brani vengono trasmessi in radio; vengono realizzati i due videoclip.

### Il video
Il videoclip (in lingua italiana e in lingua spagnola) è stato prodotto da Marco Salom e diretto dal regista Alberto Colombo.
I videoclip di Tra te e il mare e Entre tú y mil mares vengono inseriti in una VHS promozionale per i giornalisti.
Nel 2001 il videoclip del brano Tra te e il mare viene inserito nell'album The Best of Laura Pausini - E ritorno da te pubblicato in Francia e in Giappone.
Viene realizzato anche il Making of the video di Tra te e il mare, pubblicato solo su YouTube.

### Tracce
CDS - Promo 2079 Warner Music Italia (2000)
1. Tra te e il mare

CDS - Promo 027 Warner Music Brasile (2000)
1. Tra te e il mare

CDS - Warner Music Europa (2000)
1. Tra te e il mare
2. Tra te e il mare (Remix)

CDS - 685738439928 Warner Music Italia (2000)
1. Tra te e il mare
2. Tra te e il mare (Instrumental)
3. Looking for an Angel

CDS - 685738440023 Warner Music Europa (2000)
1. Tra te e il mare
2. Tra te e il mare (Instrumental)

CDS - Promo 2080 Warner Music Spagna (2000)
1. Entre tú y mil mares

CDS - Promo 1312 Warner Music Messico (2000)
1. Entre tú y mil mares

CDS - Promo SID43 Warner Music Colombia (2000)
1. Entre tú y mil mares

CDS - Promo 15592 Warner Music USA (2000)
1. Entre tú y mil mares

CDS - Warner Music Spagna (2000)
1. Entre tú y mil mares
2. Entre tú y mil mares (Remix)

CDS - Warner Music Colombia (2000)
1. Entre tú y mil mares (Progressive Brizz Mix Radio Edit)
2. Entre tú y mil mares (Progressive Brizz Mix Extended Club)

Download digitale
1. Tra te e il mare
2. Entre tú y mil mares

### Classifiche
La canzone debutta nella classifica dei singoli più venduti in Italia il 7 settembre direttamente al 5º posto, ed arriva al suo massimo, al 4º il 28 settembre.
Il singolo ottiene un discreto successo anche nel resto d'Europa, entrando nella Top 50 dei singoli in Svizzera e nella Top 20 dei singoli in Francia vendendo 81.000 copie in quest'ultimo .
Posizioni massime
| Classifica (2000-2002)       | Posizione |
| ---------------------------- | --------- |
| Belgio (Vallonia)            | 59        |
| Francia                      | 16        |
| Guatemala                    | 2         |
| Italia                       | 4         |
| Messico                      | 10        |
| Panama                       | 5         |
| Paesi Bassi                  | 82        |
| Stati Uniti (Latin Song)     | 13        |
| Stati Uniti (Latin Pop Song) | 10        |
| Svizzera                     | 42        |

### Classifiche di fine anno
| Classifica (2000) | Posizione |
| ----------------- | --------- |
| Italia            | 37        |
| Classifica (2002) | Posizione |
| Francia           | 88        |

## Tra te e il mare2002

### Il brano
Nel 2001 il brano Tra te e il mare viene reinserito nella raccolta The Best of Laura Pausini - E ritorno da te.
Il brano in lingua italiana viene nuovamente estratto come singolo ed è il 5º singolo estratto solo in Francia nel 2002 dall'album The Best of Laura Pausini - E ritorno da te.
Anche il brano in lingua spagnola Entre tú y mil mares viene reinserito nella raccolta Lo mejor de Laura Pausini - Volveré junto a ti. Questa versione non viene estratta come singolo in Spagna e in America Latina e pertanto non è pubblicata su supporto audio, non viene trasmessa in radio e non è presente il videoclip.
Il brano in lingua italiana viene trasmesso quindi nuovamente in radio in Francia nel 2002; non viene però realizzato un nuovo videoclip.

### Tracce
CDS - 809274364920 Warner Music Francia (2002)
1. Tra te e il mare
2. La solitudine (New Version)

CDS - 5050466136824 Warner Music Europa (2002)
1. E ritorno da te
2. Non c'è (New Version)
3. Tra te e il mare

CDS - Promo Warner Music Francia (2002)
1. Tra te e il mare

CDS - 0927449292 Warner Music Francia (2002)
1. Tra te e il mare
2. Tra te e il mare (Instrumental)

CDS - 03410 Warner Music Francia (2002)
1. Tra te e il mare (Remix)
2. Tra te e il mare (Extended Club Mix)
3. Tra te e il mare

Download digitale
1. Tra te e il mare
2. Entre tú y mil mares

## Entre tú y mil mares- Edizione 2013

### Il brano
Nel 2013 la canzone Entre tú y mil mares viene inserita nell'album raccolta 20 - Grandes Exitos in una nuova versione e nel 2014 in una nuova versione in duetto con Melendi nella riedizione dell'album.
Il brano duetto in lingua spagnola viene nuovamente estratto come singolo ed è il 4° singolo estratto il 31 gennaio 2015 in Spagna dall'album 20 - Grandes Exitos (New Version 2014).
Anche nell'album in lingua italiana 20 - The Greatest Hits viene inserita la nuova versione in lingua italiana ma non viene estratta come singolo.

### Il video
Il videoclip (solo in lingua spagnola) è stato diretto dai registi Leandro Manuel Emede e Nicolò Cerioni, girato a gennaio 2015 a Madrid ed ispirato al film Mr. & Mrs. Smith del 2005, nel quale Angelina Jolie e Brad Pitt combattono in un turbolento rapporto di amore-odio. Nel video, Laura Pausini interagisce con Melendi in un gioco di litigi ed amore: i due artisti si sono allenati con professionisti cinematografici per realizzare nel miglior modo possibile le scene d'azione di cui sono protagonisti.
Viene reso disponibile a il 30 gennaio sul portale musicale spagnolo Los40.com, il giorno seguente sul canale YouTube della Warner Music Italy e dal 2 febbraio in rotazione sui canali musicali. Viene realizzato anche il Making of the video di Entre tú y mil mares duetto e reso disponibile sul canale YouTube della Warner Music Italia il 2 febbraio 2015.
Nel 2015 il videoclip di Entre tú y mil mares in duetto con Melendi viene inserito nel DVD della versione 20 - Grandes Exitos - Spanish Deluxe pubblicata in Spagna.

### Tracce
Download digitale
1. Entre tú y mil mares (New Version)
2. Entre tú y mil mares (New Version) (con Melendi)
3. Tra te e il mare (New Version)

## Crediti
- Laura Pausini: voce
- Massimo Pacciani: batteria
- Cesare Chiodo: basso
- Andrea Braido: chitarra elettrica
- Riccardo Galardini: chitarra elettrica
- Gabriele Fersini: chitarra elettrica
- Dado Parisini: tastiere
- The London Chambers Orchestra: archi

## Pubblicazioni
Tra te e il mare viene inserita anche nell'album The Best of Laura Pausini - E ritorno da te del 2001; in una versione rinnovata nell'album 20 - The Greatest Hits del 2013; come Bonus Track nel CD-ROM Io canto Greek Edition; in versione Live in duetto con Biagio Antonacci nel DVD Live 2001-2002 World Tour del 2002 (video), negli album Live in Paris 05 del 2005 (audio e video), San Siro 2007 del 2007 (video), Laura Live World Tour 09 del 2009 (audio e video) e Fatti sentire ancora/Hazte sentir más del 2018 (video).
Tra te e il mare viene inoltre inserita nelle compilation La vita è musica Vol. 3 del 2001.
Entre tú y mil mares viene inserita anche nell'album Lo mejor de Laura Pausini - Volveré junto a ti del 2001; in una versione rinnovata nell'album 20 - Grandes Exitos del 2013; in una nuova versione rinnovata in duetto con il cantante spagnolo Melendi nell'album 20 - Grandes Exitos - New Version 2014 del 2014 (in occasione della partecipazione dell'artista in qualità di coach internazionale al talent show televisivo La voz... México); in versione Live nel DVD Live 2001-2002 World Tour del 2002 (video) e nell'album Laura Live Gira Mundial 09 del 2009 (audio e video) e nella compilation People En Espanol del 2002.
Entre tú y mil mares viene inoltre eseguito da Laura Pausini in duetto con Biagio Antonacci ed inserito nell'album Cuanto tiempo... y ahora del 2003 (per il mercato spagnolo) del cantante italiano.

## Interpretazioni dal vivo
Tra te e il mare viene eseguita in alcune esibizioni dal vivo da Laura Pausini in duetto con altri artisti: il 2 dicembre 2001 con Biagio Antonacci al Mediolanum Forum d'Assago, tappa del World Tour 2001-2002 (inserito poi nel DVD Live 2001-2002 World Tour); il 17 giugno 2003 di nuovo con Biagio Antonacci durante il programma televisivo francese di France 2 Spécial Mediterranée al Campidoglio a Roma; il 21 giugno 2009 con Elisa allo Stadio Giuseppe Meazza di San Siro durante il concerto benefico Amiche per l'Abruzzo (inserito poi nel DVD dell'evento), in cui Elisa modifica la linea canora raggiungendo un Mi5; il 29 novembre 2009 con Gianni Morandi durante il programma televisivo di Rai 1 Grazie a tutti; il 31 maggio 2014 con Biagio Antonacci ed Eros Ramazzotti durante il concerto di Antonacci, (uno dei due concerti di Palco Antonacci) allo Stadio Giuseppe Meazza di San Siro, il 17 gennaio 2024 al Mediolanum Forum di Assago durante il Laura Pausini World Tour 2023-2024 insieme a Biagio Antonacci arrivato a sorpresa sul palco.
Il 28 febbraio 2014 Laura Pausini esegue il brano Entre tú y mil mares in versione live in duetto con il cantante messicano Aleks Syntek all'Arena Ciudad de México di Città del Messico, tappa del The Greatest Hits World Tour 2013-2015.

## Cover
Nel 2008 Biagio Antonacci realizza una cover di Tra te e il mare in versione Rolling Stones, cioè contenente un campionamento del brano “Start me Up” dei Rolling Stones.

### Il brano
Il brano, scritto nel 2000 da Biagio Antonacci per Laura Pausini, viene interpretato da Antonacci e inserito nel suo album Il cielo ha una porta sola del 2008 ed estratto come singolo il 27 marzo 2009.

### Il video
Per il videoclip, diretto da Fabio&Fabio e realizzato a Nardò in Puglia, è stato scelto di usare gente comune anziché comparse. Il tema centrale è il mare, che divide Biagio Antonacci da un pensiero lontano a cui però rimane legato attraverso una fune che tira con tutte le sue forze, prima da solo e poi con l'aiuto delle persone che incontra all'arrivo in paese.

### Tracce
Download digitale
1. Tra te e il mare (Rolling Version)